# Pulau Teun
Pulau Teun är en ö i Indonesien.   Den ligger i provinsen Moluckerna, i den östra delen av landet, 2 500 km öster om huvudstaden Jakarta. Arean är 14,0 kvadratkilometer.
Terrängen på Pulau Teun är kuperad. Öns högsta punkt är 737 meter över havet. Den sträcker sig 4,4 kilometer i nord-sydlig riktning, och 4,4 kilometer i öst-västlig riktning.